# عبد الرحمن بن محمد الشامسي
عبد الرحمن بن محمد الشامسي كان الشيخ أو رئيس بلدة الحيرة، إحدى ضواحي الشارقة اليوم في الإمارات العربية المتحدة. كان شخصية مؤثرة للغاية ومثيرة للانقسام في كثير من الأحيان في السياسة الإقليمية خلال أوائل القرن العشرين في إمارات الساحل المتصالح، وقد أشار إليه أحد المقيمين السياسيين البريطانيين على أنه "طائر النوء العاصف في الساحل المتصالح، وهو رجل يخشاه الجميع في و حول الشارقة".
وكثيرًا ما كان على خلاف مع حكام المجتمعات الأخرى في الساحل المتصالح، وكان أيضًا في كثير من الأحيان في مشاكل مع الإدارة البريطانية. إلا أنه كان له دور فعال أيضاً في إتمام المفاوضات بين البريطانيين وحاكم الشارقة سلطان الثاني بن صقر القاسمي، لإنشاء مطار في الشارقة وبناء المطارات المرتبطة به متحف المحطة.

## الحيرة
الحيرة، مشتركة مع مجتمع الحمرية، إلى الشمال من عجمان، يسكنها أفراد قبيلة آل بو شمس، قسم فرعي من الدراويشية النعيم. وقد ورد أول ذكر لها في السجلات البريطانية عام 1830، مع ملاحظة: "أهل الحيرة تبعية للقواسم، ارتكب عملية قرصنة على قارب بندر عباس. الشيخ سلطان بن صقر من تلقاء نفسه يجبر على إعادة الممتلكات بالكامل ويعاقب الجناة."
في عام 1840، قام حاكم البلدة آنذاك، الشيخ حميد بن عبيد بن سعيد، بغزو إمارة عجمان المجاورة وطرده في النهاية من قبل قوة مشتركة من الشارقة ودبي، والتي قامت بإحراق الحيرة انتقامًا. يعكس هذا الإجراء شكوى طويلة الأمد بين آل البوشامي ونعيم عجمان.
في عام 1906، كان لدى الحيرة أسطول صغير ونشط لصيد اللؤلؤ يتكون من 25 قاربًا (يتطلب كل منها طاقمًا مكونًا من 18 رجلاً) و10 قوارب صيد. امتدت بساتين التمور إلى الداخل وتضم 2500 شجرة، وكان السكان يحتفظون بقطعان الماشية، بل ويحتفظون ببعض المتاجر. كانت المدينة، التي تتكون من حوالي 250 منزلًا، تُروى من آبار ضحلة نسبيًا ويدافع عنها عدد من الأبراج.
بحلول عام 1920، كانت الحيرة بلدة، اسميًا تحت سيطرة الشارقة، ولكنها - مثل الحمرية - مُنحت الأولوية لتأكيد استقلالها. يحيط بها عدد من مواسم صيد اللؤلؤ السيئة وضفاف صيد اللؤلؤ في تعرض الخليج الفارسي للصيد الجائر على نطاق واسع كان عبد الرحمن الشامسي، بصفته رئيس شركة الحيرة، مسؤولاً عن الحفاظ على سبل عيش أسطول صيد اللؤلؤ في مدينته. لقد وقع في الديون، حيث كان مدينًا بحوالي 21.560 روبية. وكان هذا مبلغًا يعادل تقريبًا كامل الاشتراك الذي جمعته مدينة دبي في ذلك العام لإعالة أسرتها الحاكمة والقبائل وغيرهم ممن دفعت لهم دبي الإعانات. إن تحمل دين يعادل تكاليف تشغيل دبي يوضح مدى عمق المشاكل التي كان الشامسي يعاني منها، بالنسبة لرجل كان يقود أسطولًا صغيرًا مكونًا من 25 قاربًا لصيد اللؤلؤ.

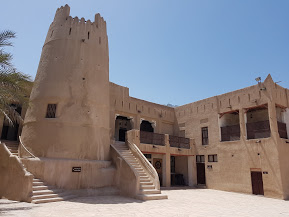
قلعة عجمان. تم غزو الحصن والاستيلاء عليه من قبل قوات الشامسي في يونيو 1920.

## غزو عجمان
في عمل يائس، حشد الشامسي قوة اتجهت شمالًا وهاجمت عجمان وحصنها في 15 يونيو 1920، قرب نهاية شهر رمضان من ذلك العام. واضطر حاكم عجمان حميد بن عبد العزيز النعيمي إلى الفرار واشتعلت النيران في سوق المدينة. احتل الشامسي ورجاله الحصن لمدة ستة أيام.
تم إنهاء احتلال الشامسي للقلعة بعد اشتراك وكيل الإقامة البريطانية مع خالد بن أحمد القاسمي من الشارقة. قام خالد بعد ذلك بحشد قوة مع حميد بن عبد العزيز النعيمي لمهاجمة الشامسي في الحيرة. تدخل البريطانيون مرة أخرى واتفق على الاعتراف بالشامسي كأحد رعايا حاكم الشارقة، وربطه حتى لا يسبب المزيد من المتاعب.
بسبب غضبه من التدخل البريطاني في قضية الحيرة، تحدى حميد بن عبد العزيز البريطانيين، وزُعم أنه مزق شهادة عتق عبد وهو ما كان يُنظر إليه في ذلك الوقت على أنه جريمة كبيرة ضد المكانة البريطانية. رفض طلب القدوم على متن السفينة للقاء المقيم البريطاني ورفض أيضًا دفع غرامة قدرها 1000 روبية مفروضة عليه، وهدده أخيرًا بالقصف للسفينة الشراعية من فئة أرابيس كانت في الخارج في ذلك الوقت. وفي مزيد من التحدي، هدد حميد البريطانيين بأنه "سيكون الأسوأ بالنسبة لهم" إذا تجرأوا على قصف حصنه. أدى القصف اللاحق إلى تقليص حجم الحصن، ومع تدمير أحد أبراجه العظيمة بالكامل وانهيار برج آخر تحت نيران المدافع الحارقة، رفع حميد دعوى قضائية من أجل السلام ودفع الغرامة. وكان دعمه حاسمًا في تحرك سلطان ضد خالد بن أحمد للسيطرة على الشارقة. تحركت القوة بقيادة سلطان شمالًا، واستولت على الشارقة بعد 11 يومًا من الصراع من منزل إلى منزل في نوفمبر 1924. بعد أن أصبح خالد في المنفى، لجأ أولاً إلى دبي ثم أم القيوين. وكان من المقرر أن يصبح شيخ مدينة الذيد الداخلية وكذلك مدينة كلباء على الساحل الشرقي قبل وفاته في عام 1950.

## المنفى الأول
هرب الشامسي من انتقام عجمان، ولجأ إلى شحوح في روس الجبال، الجبال الداخلية في رأس الخيمة. ومع ذلك، فإن ديونه الهائلة كانت في الغالب مستحقة للتجار الهنود، الذين كانوا رعايا بريطانيين. تصرف وكيل المقيمية البريطانية، عيسى بن عبد اللطيف السركال، لصالحهم، بدعم من المقيم السياسي في بوشهر، في عرض اللجوء على الشامسي في منزل وكيل المقيمية في الشارقة. كما تدخل المقيم السياسي لدى حميد بن عبد العزيز النعيمي، طالباً السماح لعبد الرحمن بمحاولة سداد ديونه من خلال الاستقرار في الخان، جنوب مدينة الشارقة وبعيداً عن حدود عجمان. كان من شأن هذا الترتيب أن يسمح له بالنزول إلى البحر بأسطوله من الحيرة لموسم صيد اللؤلؤ عام 1921. بعد فشله في الحصول على موطئ قدم في تجارة اللؤلؤ الأكثر حيوية في البحرين، عاد الشامسي إلى دبي في ديسمبر 1920، حيث زاره رعاياه من الحيرة وطلبوا عودته. ثم عاد إلى الحيرة مخالفاً لاتفاقه، ليجد نفسه يواجه الغضب المشترك لكل من عجمان والشارقة. أرسل البريطانيون، مدركين لديون الشامسي المستحقة لرعاياهم، سفينة ثالوث لفرض السلام بين الشامسي والشارقة وعجمان. وقعت على هدنة في 8 يناير 1921، حيث وافق عبد الرحمن على مغادرة الحيرة إلى الشارقة لمدة شهر واحد وعدم إثارة المشاكل. وافق خالد بن أحمد من الشارقة على أن يكون ضامناً لعبد الرحمن، الذي تعهد الآن بأن يكون من رعايا الشارقة.

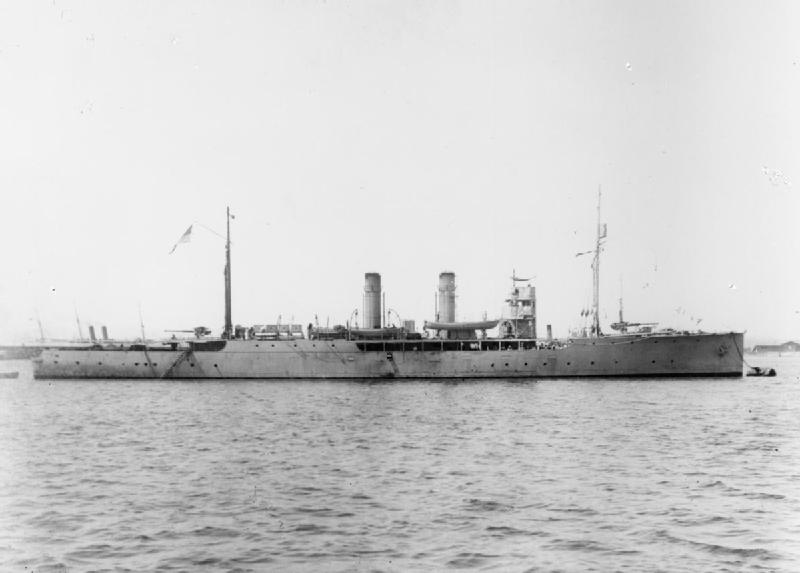
سفينة شراعية من طراز أرابس، تشبه سفينة Cyclamen

## الحرب من أجل الشارقة
تولى خالد بن أحمد القاسمي من الشارقة منصب حاكم الشارقة ورأس الخيمة في عام 1914، عندما توفي ابن عمه صقر بن خالد القاسمي. كان نجل صقر بن خالد الصغير، سلطان بن صقر القاسمي، من أقليته في ذلك الوقت. بقي في الشارقة، وتصرف خالد ضد الشاب، وجرده من ممتلكاته وأجبره في النهاية على النفي إلى دبي، في مواجهة استنكار العائلات البارزة في الشارقة. بحلول وقت صراعات الشامسي مع عجمان وخالد بن أحمد، أصبح خالد لا يحظى بشعبية متزايدة، خاصة على حساب الحفاظ على حكمه على الحيرة المضطربة والرسوم الناتجة عن أسطول صيد اللؤلؤ في الشارقة. في عام 1923، تزوج سلطان بن صقر أثناء وجوده في المنفى في دبي، وكانت عروسه الجديدة ابنة عبد الرحمن الشامسي. تزوجت إحدى بنات الشامسي الأخرى من شقيق سلطان. خالد بن أحمد القاسمي، غاضبًا من المباراة بين الشامسي وشاب رأى أنه مغتصب محتمل، تحرك ضد الحيرة وصده من قبل قوات الشامسي. وتصاعد الصراع حتى توسط المقيم البريطاني آرثر تريفور في الصلح بين خالد بن أحمد والشامسي، الذي اضطر لمغادرة الحيرة والتوجه إلى دبي ومنزل صهره. لكن هذه الحركة الأخيرة ضد الحيرة كانت أكثر من اللازم بالنسبة لأهل الشارقة، فطالبوا سلطان بن صقر القاسمي بالعودة وعزل خالد بن أحمد. تمتع عبد الرحمن بنفوذ ودعم كبيرين بين قبائل البدو في الداخل، ولا سيما المناصير وبني قتاب.

## المنفى الثاني
في 11 أكتوبر 1925، قُتل إبراهيم بن رجب، ابن عم وكيل المقيمية البريطانية في الشارقة، عيسى بن عبداللطيف السركال، برصاصة أطلقت من أزقة الشارقة الكثيفة. كان من المعتقد أن الهجوم كان يستهدف العميل نفسه. سافر ستيوارت هورنر، سكرتير المقيم السياسي، على متن سفينة "إتش إم إس سيكلامين" إلى الشارقة للتحقيق، برفقة التاجر البحريني يوسف بن أحمد كانو. كانت الأدلة المقدمة إلى هورنر واهية، بما في ذلك امرأة رأت عبدًا محررًا مرتبطًا بالشامسي يحمل مسدسًا بالقرب من مكان إطلاق النار. لم تُعقد أي محاكمة.
وبعد المداولات، وتحت ضغط متزايد لإظهار الرأفة من حكام الساحل المتصالح وكذلك رؤساء البوشامي، تقرر نفي الشامسي إلى عدن لمدة أربع سنوات (كان الاقتراح الأصلي هو كراتشي لمدة خمس سنوات). للمقيم السياسي فرانسيس بريدو). أرسل البريطانيون المركب الشراعي (Cyclamen) إلى رأس الخيمة، حيث رفض الحاكم سلطان بن سالم التخلي عن عبد الرحمن "خوفًا من العواقب على نفسه". وفي النهاية امتثل لبريدو، فرانسيس بيلفيل. المقيمية في الخليج العربي في يوليو 19226. وإرسل الشامسي إلى بومباي ثم إلى المنفى لمدة أربع سنوات في اليمن، على الرغم من عودته بعد ثلاث سنوات بعد التماس سلطان بن صقر للبريطانيين وعرض ضمان حسن السلوك .
كان من المقرر أن تدفع الشارقة مبلغ 800 روبية لعائلة ابن عم الوكيل، كما كان من المقرر دفع غرامة قدرها 3000 روبية إلى حكومة الهند "بسبب الانتهاك".
لكن عودة الشامسي المبكرة من المنفى لم تؤدي إلى السلام والاستقرار. وسرعان ما دخل في خلاف مع وكيل الإقامة البريطاني عيسى بن عبد اللطيف السركال. هذه المرة – مساء يوم 31 يناير 1931 – لجأ ثلاثة عبيد تابعين لعبد الرحمن إلى المقيمية البريطانية في الشارقة، طالبين إعتاقهم (الإفراج). حاصر الشامسي و100 رجل مسلح المقيمية واضطر عيسى بن عبد اللطيف السركال إلى اللجوء إلى كلباء حتى يتم إحضار سفينة بريطانية إلى الشارقة لدعمه. وكان أمام سلطان بن صقر خيارين: إما تسليم عبد الرحمن للنفي أو دفع 2000 روبية والتنازل عن 100 بندقية جيدة. اختار سلطان الخيار الأخير، وهو مكلف للغاية، واحتفظ الشامسي بحريته.

## مفاوضات بشأن مطار الشارقة
إنشئ طريق الإمبراطورية للخطوط الجوية الإمبراطورية في الأصل على الشاطئ الشمالي لـ الخليج العربي، حيث تهبط الطائرات البحرية للخطوط الجوية الإمبراطورية على جزيرة هنجام، ولكن تم الاتفاق على استخدام المسار مع انهارت الحكومة الفارسية في عام 1932 عندما حاولت الحكومة الفارسية استخدام استمرار الحقوق في المنشأة كوسيلة ضغط للحصول على الاعتراف البريطاني بالمطالبة الفارسية بـ جزر طنب وهو ادعاء رفض البريطانيون قبوله وجه. ونتيجة لذلك، تم البحث عن طريق جنوبي.
أدت المفاوضات مع العديد من مشايخ الساحل المتصالح إلى رفض العروض البريطانية لإنشاء مطار (كان يسعى في الأصل فقط إلى الحصول على حقوق هبوط الطائرات البحرية). في نهاية المطاف اختير موقع خارج مدينة الشارقة الساحلية. وافق سلطان بن صقر القاسمي - مع تحفظات - على استضافة المطار.
وصل إلى اتفاق في 22 يونيو 1932 مع سلطان بن صقر، يضمن له إيجارًا شهريًا قدره 800 روبية مقابل حقوق ورسوم الهبوط وإعانة شخصية قدرها 500 روبية. القلق من أن يؤدي المطار إلى تدخل بريطاني في وفيما يتعلق بالشؤون الداخلية للشارقة، حصل سلطان بن صقر أيضًا على تأكيدات بأن السفن البخارية البريطانية ستصل إلى شاطئ الشارقة، مما يوفر الدخل لتجار المدينة.
توقفت المفاوضات المشحونة بين البريطانيين وسلطان بن صقر لفترة وجيزة عندما أصيب المقيم البريطاني في الخليج العربي، هيو بيسكو، بنوبة قلبية وتوفي في البحر في طريقه إلى الشارقة.
وكانت المقاومة المحلية لفكرة إنشاء مطار في الشارقة شرسة، ووجد سلطان بن صقر نفسه يخوض معارضة عنيفة للمخطط، حتى عندما كان يحاول التفاوض على نهايته. لقد لعب بورقة رابحة، حيث أحضر الشامسي إلى المفاوضات لمناقشة قضية سلطان أمام أولئك الذين عارضوا المخطط. وفقًا للكابتن كراب، كبير الضباط البحريين في الخليج العربي في ملخصه للقضية، فإن سلطان بن صقر "نفذ ضربة بارعة من خلال إدخال عبد الرحمن في المناقشات".

## الموت
حكم عبد الرحمن الشامسي الحيرة حتى وفاته في 10 أغسطس 1942، عندما عادت البلدة إلى حكم الشارقة.